# David Robinson (critico)
David Julien Robinson (Lincoln, 6 agosto 1930) è un critico cinematografico e scrittore inglese, direttore di festival cinematografici internazionali.
Dal 1989 al 1991, è stato direttore dell'Edinburgh Film Festival e, dal 1997 al 2015, direttore delle Giornate del cinema muto di Pordenone, di cui poi è diventato direttore emerito. Critico del Financial Times e di The Times, è autore di numerosi libri, tra i quali Chaplin la vita e l'arte (Premio Comisso 1988) che, insieme all'autobiografia dello stesso Chaplin, è stato adattato per la sceneggiatura di Charlot, film del 1992 diretto da Sir Richard Attenborough che aveva come protagonista Robert Downey Jr.